# Willehad Lanwer
Willehad Lanwer (* 20. Jahrhundert) ist ein deutscher Behindertenpädagoge.

## Leben und Wirken
Willehad Lanwer erlernte den Beruf des Physiotherapeuten. Danach studierte er Behindertenpädagogik. Seit dem Jahr 2003 ist er Dozent für Heilpädagogik an der Evangelischen Hochschule Darmstadt (EHD). Lanwer forscht zum Thema „Integration emotional, kognitiv und sozial beeinträchtigter Menschen mit tiefgreifenden Entwicklungsstörungen“. 
Vom Wintersemester 2019/20 bis zum November 2022 war er geschäftsführender Präsident der EHD.
Lanwer ist Vorsitzender der Luria-Gesellschaft und Mitherausgeber deren Jahrbuchs. Er ist seit den 2000er-Jahren Schriftleiter der Fachzeitschrift Behindertenpädagogik. 